# 荘公贖
荘公 贖（そうこう しょく、？ - 紀元前731年）は、斉の第12代君主。荘公というのは諡で、贖は諱である。原文では荘公購と表記されるが、購（こう）は贖（しょく）の誤りとされている。前荘公とも作られ、彼の後裔に後にもう一人荘公を諡とする君主がいる（→荘公光）。

## 生涯
成公の子として生まれる。
成公9年（前795年）、成公が薨去したため、子の贖が立って斉君となった（以降は「荘公」と表記する）。
『史記』には成公在位中の記事として、以下の2つの出来事を記す。荘公24年（前771年）、周の幽王が犬戎（けんじゅう）に殺され、周は都を東の雒（らく）に遷した。荘公24年（前739年）に晋の昭侯が臣下に殺害された。
荘公64年（前731年）、荘公が薨去し、子の禄甫（ろくほ）が立って斉君（釐公）となる。

## 史料
- ウィキソースに以下の原文があります。
  - 『史記』　卷三十二 齊太公世家 第二
- 史記（繁体字中国語）